# Allium pervariensis
Allium pervariensis — вид трав'янистих рослин родини амарилісові (Amaryllidaceae), ендемік Туреччини. Епітет виду походить від назви провінції Перварі, Східна Анатолія, де був зібраний вид.

## Опис
Цибулина вузько-яйцеподібна, діаметром ≈ 1–1.5 см; зовнішня оболонка коричнева. Є кілька цибулинок. Стебло 25–50 см. Листків 3–4, коротші від зонтиків, ≈ 20 см, 1.5–3 мм завширшки. Зонтик кулястий, діаметром 1.5–2.5 см, щільний. Оцвітина 2.5–3.5 см, вузько-дзвінчаста, фіолетово-рожева; сегменти овально-еліптичні. Зовнішній листочок оцвітини злегка кілястий, майже плоский, ≈ 2.5–3.5 мм, ≈ 1–1.5 мм завширшки, рожевий, фіолетово-рожевий, середина темніша, верхівка гостра до тупої. Внутрішній листочок оцвітини яйцеподібний до ланцетоподібного, край злегка хвилястий, ≈ 2.5–3.5 мм, шириною 1–1.5 мм, рожева або фіолетово-рожева, середина ребриста, темніша, верхівка гостра до тупої. Довжина тичинки ≈ 3–4 мм. Пиляк ≈  0.75–1 мм, фіолетово-рожевий. Коробочка ≈ 2–3 мм завдовжки, зворотнояйцювата до сферичної. Насіння чорне.

## Поширення
Ендемік Туреччини.
Росте на кам'янистих схилах і вапняних скелястих місцях, звернених на північ, де переважає гумусний ґрунт між 1500 і 1700 м.